# Varja
Koordinaten: 59° 24′ N, 27° 6′ O
Varja ist ein Dorf (estnisch küla) in der Landgemeinde Lüganuse (Luganuse vald). Es liegt im Kreis Ida-Viru (Ost-Wierland) im Nordosten Estlands.

## Beschreibung und Geschichte
Das Straßendorf hat 141 Einwohner (Stand 1. Januar 2012). Es liegt wenige Meter von der Ostsee entfernt an der Landstraße zwischen der estnischen Hauptstadt Tallinn und der russischen Metropole Sankt Petersburg.
Der Ort wurde 1241 erstmals urkundlich erwähnt. Er ist allerdings wesentlich älter. Archäologen haben auf den Äckern sieben prähistorische Kultsteine freigelegt.

## Poststation
Varja war früher vor allem wegen seiner zaristischen Poststation an der Verbindungsstrecke zwischen Tallinn und Sankt Petersburg bekannt. Das Hauptgebäude wurde kurz nach der russischen Eroberung des Baltikums im Jahre 1728 fertiggestellt. Daneben befanden sich dort zwei Gästehäuser sowie Kutschhäuser, Ställe und Speicher. Die Poststation ist heute noch (in umgebauter Form) erhalten.